# 赫爾伯特鎮區 (伊利諾伊州洛根縣)
赫爾伯特鎮區（英語：Hurlbut Township）是位於美國伊利諾伊州洛根縣的一個行政鎮區。

## 地方資料
根據2010年美國人口普查的數據，赫爾伯特鎮區的面積為65.20平方千米，當中陸地面積為65.10平方千米，而水域面積為0.10平方千米。當地共有人口299人，而人口密度為每平方千米4.59人。